# Fondazione Alfried Krupp von Bohlen und Halbach

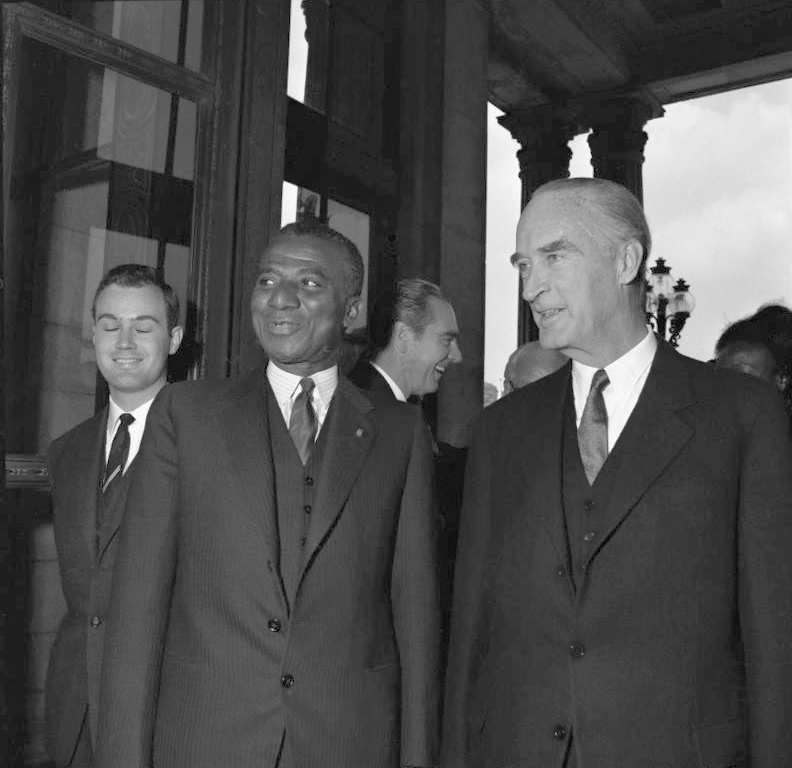
Alfried Krupp (a destra) ed il Presidente del Togo, Sylvanus Olympio, a Villa Hügel

La Fondazione Alfried Krupp von Bohlen und Halbach (in tedesco Alfried Krupp von Bohlen und Halbach-Stiftung), fondata da Alfried Krupp von Bohlen und Halbach, amministra l'ex patrimonio familiare ed ereditario della famiglia Krupp. 
Con la sua morte, avvenuta il 30 luglio 1967 il suo intero patrimonio passò alla Fondazione da lui creata, che iniziò la propria attività il 1º gennaio 1968.

## Azionariato

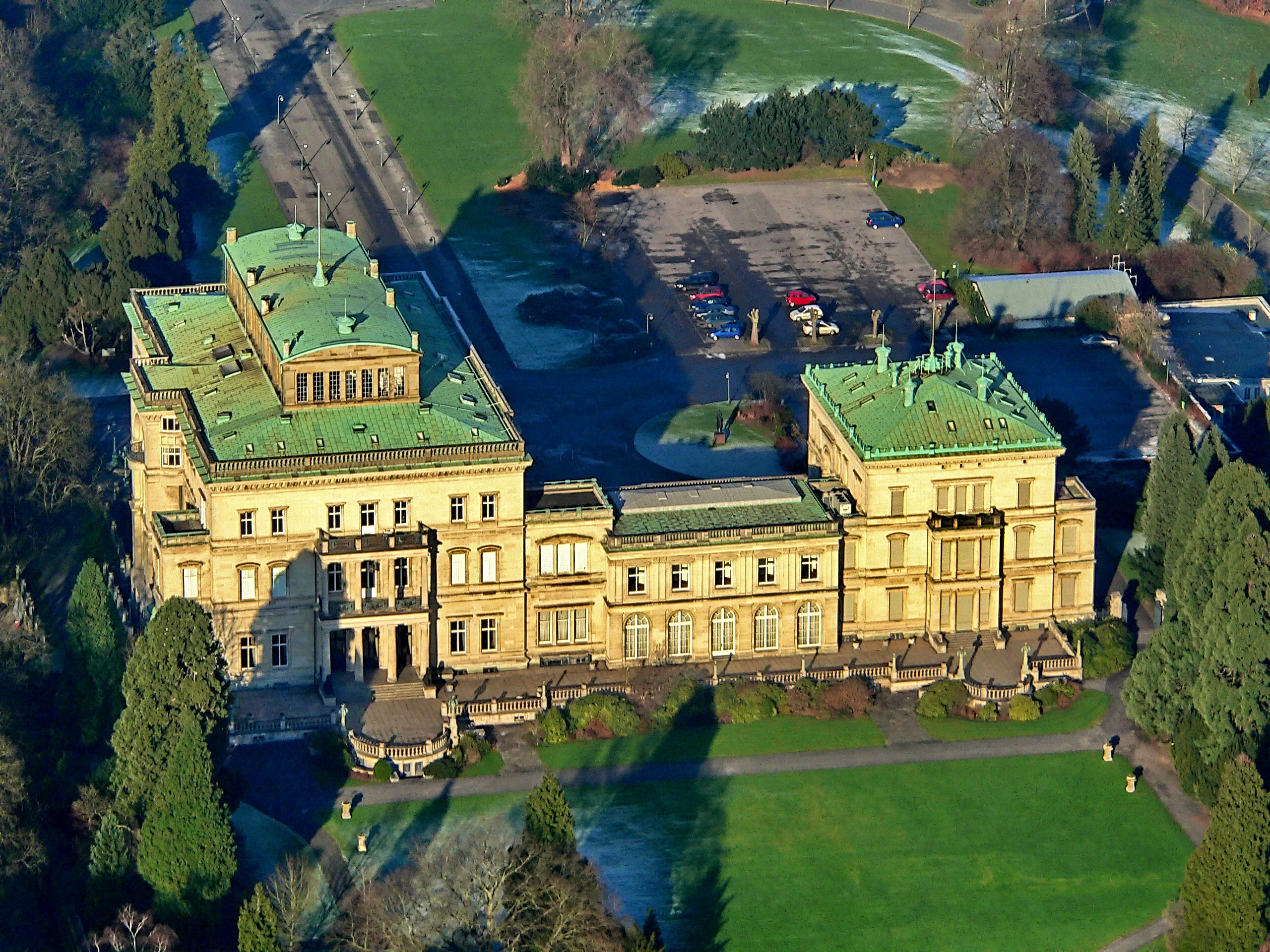
Villa Hügel ad Essen

La Fondazione è il principale azionista della Società per azioni ThyssenKrupp e dal 2008 partecipa al capitale del gruppo con il 23,03 % delle relative azioni (a dicembre del 2012 la quota posseduta dalla Fondazione valeva circa 2,12 miliardi di Euro). Ciò è a questo riguardo particolarmente significativo, quando per la fusione con la Thyssen AG, quest'ultima contribuì per circa due terzi del capitale e la Friedrich Krupp AG per un terzo.
Solo dai dividendi delle azioni della ThyssenKrupp nel gennaio 2012 la Fondazione ha ricevuto circa 59 milioni di euro.
Con l'assemblea generale del 2007 la Fondazione ottenne il diritto di nominare tre membri del Consiglio direttivo, il che significò una presa ostile di possesso della ThyssenKrupp, poiché tre membri del Consiglio direttivo da parte padronale costituiscono la maggioranza del Consiglio stesso.

## Progetti di sponsorizzazione

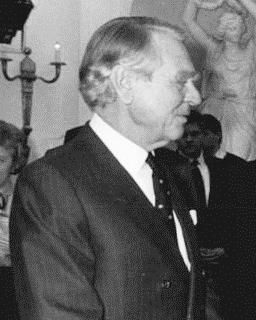
Berthold Beitz, primo Presidente della Fondazione

La Fondazione deve la sua creazione all'ultimo proprietario diretto della Krupp Alfried Krupp von Bohlen und Halbach. Essa ha scopi d'interesse collettivo nei campi della cultura, dello sport e dell'intesa fra i popoli come:
- la riconciliazione e l'intesa con l'Est europeo, in particolare con la Russia
- la promozione dello sport ed in particolare dei giochi olimpici (Comitato Olimpico)
- mostre d'arte e manifestazioni musicali di prim'ordine di musica classica nella Villa Hügel ad Essen

La Fondazione venne presieduta fino al suo decesso da Berthold Beitz, per lunghi anni a capo del Gruppo Krupp. Il 28 agosto 2013 fu comunicato il nome del successore nella persona del rettore dell'Università tecnica di Dortmund, Ursula Gather. Ella divenne presidente del Consiglio di Sorveglianza il 1 ottobre 2013.

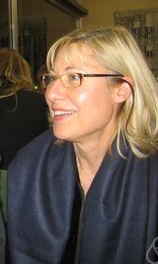
Ursula Gather, la neopresidente della Fondazione

## Museo Folkwang
Il 24 agosto 2006 la Fondazione ha reso noto, che avrebbe finanziato la ricostruzione del Museum Folkwang con un finanziamento di 55 milioni di euro. Dopo due anni l'edificio era pronto e il museo fu aperto ufficialmente il 28 gennaio 2010.

## Riconoscimenti e sponsorizzazioni

### Premi scientifici
- Ricerca scientifica e insegnamento:
  - Premio Alfried-Krupp per giovani di scuole superiori
  - Premio Alfried-Krupp per le Scienze

### Sponsorizzazioni
- Formazione:
  - Centro di scuole medie Alfried Krupp ad Essen[2]
  - Borse di studio scolastico Alfried-Krupp
  - Ernst-Moritz-Arndt-Universität Greifswald
  - Alfried-Krupp-Wissenschaftskolleg Greifswald
- Centri di assistenza medica:

- - Ospedale Alfried Krupp ad Essen
- Sport:

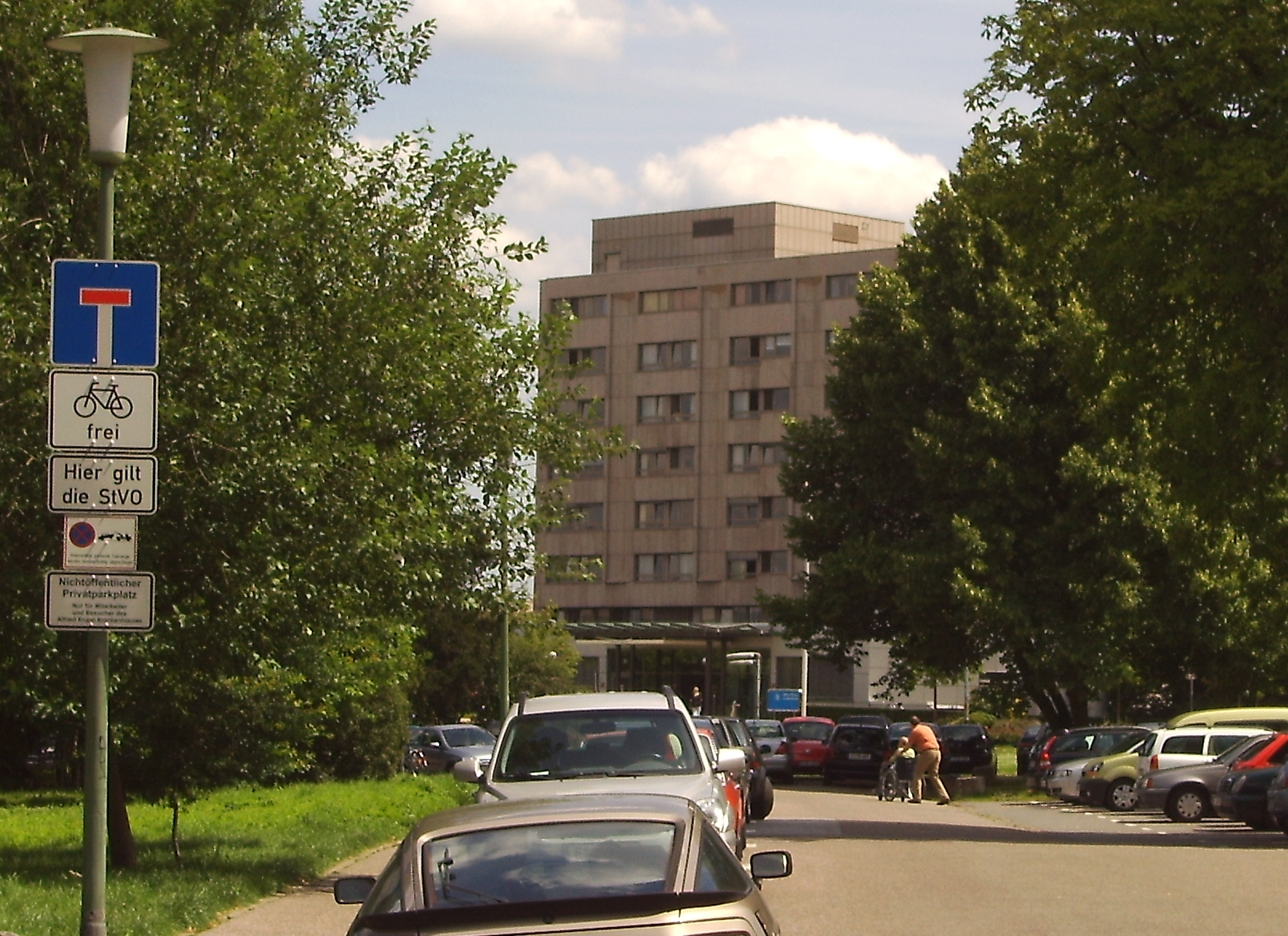
Ospedale Alfried Krupp ad Essen

  - Germania VI (Yacht da competizione  Bermuda-Iolla)
- Letteratura, Musica ed Arti figurative:
  - Fondazione culturale Ruhr

## Contributi all'intesa fra i popoli
- Rapporti germano-americani
- Intesa germano-polacca
- Intesa germano-ebraica
- Programmi di studio nell'Estremo Oriente